# 李世傑 (正藍旗)
李世傑（？—？），正蓝旗人，清朝政治人物。
康熙五十三年，擔任廣東廣州府永安縣知縣（現紫金縣知縣）。后由蘇顯祖接任。